# خط لوله گاز طبیعی ترانس-آناتولین
خط لوله گاز طبیعی ترانس-آناتولین (ترکی استانبولی: Trans-Anadolu Doğalgaz Boru Hattı) خط لوله انتقال گاز طبیعی به طول ۱۸۴۱ کیلومتر است، که از جمهوری آذربایجان آغاز شده و پس از گذر از گرجستان در بخش اروپایی ترکیه پایان می‌یابد. ظرفیت انتقال گاز طبیعی این خط لوله روزانه معادل ۴۵ میلیون متر مکعب می‌باشد.